# Onze-Lieve-Vrouw-van-Lourdeskerk (Bergen op Zoom)

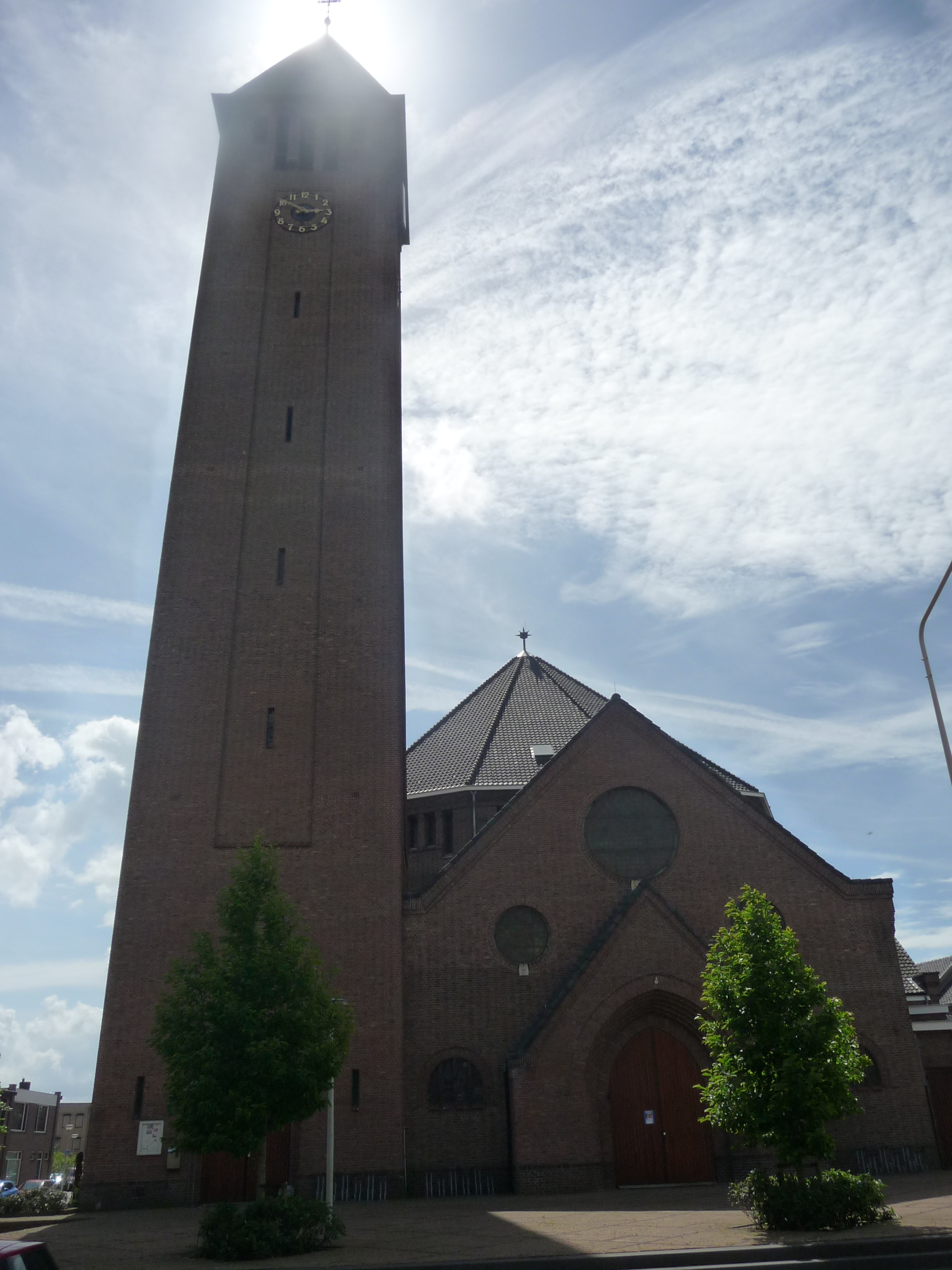
Onze-Lieve-Vrouw-van-Lourdeskerk

De Onze-Lieve-Vrouw-van-Lourdeskerk is een kerkgebouw in Bergen op Zoom aan de Prins Bernhardlaan 66.
De kerk werd gebouwd tussen 1926 en 1928 voor de wijk Het Fort/Zeekant die zich ten zuiden van de binnenstad bevindt. In deze wijk ontstond omstreeks 1910 een zelfstandige parochie, waarna in 1918 aan Lourdesplein 1 een noodkerk werd ingericht, die tegenwoordig als wijkcentrum wordt gebruikt en, evenals de pastorie, ontworpen werd door Jacobus van Gils.
Architecten van het huidige kerkgebouw waren Joseph Cuypers en Pierre Cuypers jr.. Het betreft een bakstenen Christocentrische kerk met een breed schip dat overdekt wordt door een twaalfkantige koepel. Het gebouw bevat verwijzingen naar Byzantijnse en Romaanse vormgeving en elementen van baksteenexpressionisme, zoals paraboolbogen, en schoon metselwerk met versieringen van onder meer geglazuurde baksteen. Het is voorzien van een opvallende, 52 meter hoge toren. In 1939 werden glas-in-loodramen aangebracht. Deze werden vervaardigd door Clijsen.
Binnenin de kerk bevindt zich een kopie van de Mariagrot te Lourdes. De grot is ingericht als dagkerk en devotieruimte.
In 1944 werd de toren door de Duitsers opgeblazen; hij werd in 1954-1955 herbouwd.
Hoewel de stadsparochies zijn gefuseerd en diverse kerken werden onttrokken aan de eredienst, blijft de Onze-Lieve-Vrouw-van-Lourdeskerk voor dat doel gehandhaafd. In 2010 werd ze gerestaureerd.

## Externe bronnen
- ReliWiki
- In de buurt
- Kerkpagina
- Beschrijving Rijksmonumenten